# Reinhold Ertel
Reinhold Ertel (* 2. Dezember 1924 in Kiel; † 8. Januar 1981) war ein deutscher Fußballspieler und Trainer. Der Allroundspieler brachte es bei den Vereinen Holstein Kiel, Hamburger SV, FC St. Pauli, VfB Lübeck, Eimsbütteler TV, Viktoria Aschaffenburg und Phönix Lübeck in der damaligen Erstklassigkeit der Fußball-Oberliga Nord beziehungsweise Fußball-Oberliga Süd von 1947 bis 1960 auf insgesamt 258 Ligaeinsätze, in denen er 46 Tore erzielte. Er gehörte den Meistermannschaften der Jahre 1951 und 1952 des HSV in der Oberliga Nord an. Ertel ist mit sechs Vereinen der Rekordspieler der Oberliga Nord und hat in dieser Liga insgesamt 246 Spiele mit 45 Toren bestritten. Er galt seinerzeit als einer besten Halbstürmer Deutschlands. Nach Beendigung der Spielerlaufbahn war er bei den Vereinen Phönix Lübeck, Concordia Hamburg, HSV Barmbek-Uhlenhorst, VfL Osnabrück und VfB Lübeck über viele Jahre als Trainer tätig.

## Laufbahn

### Oberligaspieler, 1947 bis 1960
Bei den Grün-Weißen des SV Ellerbek begann die fußballerische Karriere von Reinhold Ertel. Nach Ende des Zweiten Weltkriegs schloss er sich 1947 zum Start der Oberliga Nord den „Störchen“ von Holstein Kiel an. Mit Holstein belegte der in der Abwehr, Mittelfeld und Angriff einsetzbare Ertel unter Trainer Hans Tauchert im ersten Jahr der Oberliga Nord, 1947/48, an der Seite des zehnfachen Torschützen Franz Linken den 10. Rang und war in 16 Ligaspielen (1 Tor) zum Einsatz gekommen. Im zweiten Oberligajahr, 1948/49, wurde Kiel nach acht Spieltagen vom Spielbetrieb ausgeschlossen und konnte nur noch Freundschaftsspiele austragen. Die dritte Oberligarunde 1949/50 beendete Ertel mit dem Nachholspiel am 21. Mai 1950 bei einem 2:2 beim VfB Oldenburg, als er als linker Außenläufer im damals praktizierten WM-System im Einsatz gewesen war. In dieser Saison erzielte er vier Tore in 22 Ligaeinsätzen und belegte mit dem KSV den 11. Rang. Nach 46 Oberligaeinsätzen mit fünf Toren nahm er das Angebot des Hamburger SV an und wechselte zur Saison 1950/51 zu den Rothosen an den Rothenbaum.
Unter Trainer Georg Knöpfle tat sich der Allrounder in den nächsten zwei Runden schwer im Kampf um den Stammplatz. Sein erstes Oberligaspiel bei den Rautenträgern bestritt er am 10. September 1950 bei einem 1:1-Remis beim VfB Oldenburg. Er spielte auf Halbrechts und bildete zusammen mit Manfred Krüger, Rolf Rohrberg, Herbert Wojtkowiak und Erich Ebeling den HSV-Angriff. Am Rundenende hatte er beim Meisterschaftsgewinn der Hamburger elf Ligaspiele absolviert. Im zweiten HSV-Jahr, 1951/52, kam er lediglich auf fünf Ligaspiele (1 Tor), wurde aber erneut Meister der Oberliga Nord. In den zwei Endrunden wurde er nicht eingesetzt. Sein letztes Rundenspiel für den HSV bestritt Ertel am 6. April 1952 bei einem 4:4-Heimremis gegen Hannover 96. Er bildete dabei mit Herbert Klette vor Torhüter Karl Grote das Verteidigerpaar. Zur Saison 1952/53 wechselte er den Verein, blieb aber mit der Unterschrift beim FC St. Pauli, in Hamburg.
Die Runde begann am Millerntor unter Trainer Hans Appel, der wurde aber im Oktober von Heinz Hempel abgelöst. Ertel spielte anfänglich in der Läuferreihe an der Seite von Walter Dzur und Otmar Sommerfeld, war aber auch im Angriff aktiv, so zum Beispiel am 25. Februar 1953 bei einem 2:1-Heimerfolg gegen Holstein Kiel, wo er als Mittelstürmer beide Treffer erzielte. Mit 16 Treffern wurde Ertel der Torschützenkönig von St. Pauli, gefolgt von Alfred Beck mit elf Treffern. Am Rundenende belegte er mit St. Pauli den 9. Rang und zog nach einer Saison zum VfB Lübeck.
Unter Trainer Friedo Dörfel glückte Ertel 1953/54 beim VfB Lübeck kein einziger Torerfolg. Er lief in 22 Oberligaspielen für die Grün-Weißen an der Seite von Torhüter „Jonny“ Felgenhauer, Hans Nebelung, Heinz Patzig und Rudolf Wlassny auf und stieg als 15. mit dem VfB in das Amateurlager ab. Ertel kehrte wieder nach Hamburg zurück und schloss sich für zwei Jahre dem Eimsbütteler TV an. Mit dem ETV startete er 1954/55 unter Trainer Walter Risse mit 0:8 Punkten in die Runde und agierte als Mittelläufer am 3. Oktober 1954 beim ersten doppelten Punktgewinn gegen den Harburger TB. Er war auch als Abwehrchef beim 2:1-Erfolg gegen den amtierenden deutschen Meister Hannover 96 am 10. Oktober an der Seite der Brüder Karl-Heinz und Kurt Manja im Einsatz. Einen weiteren Höhepunkt erlebt der ETV mit Ertel am 7. November 1954 beim letzten Sonntagvormittags-Spiel am Rothenbaum als Gast des Hamburger SV. 17.000 Zuschauer verfolgen das Spiel und sorgten für eine Geräuschkulisse, welche den Gottesdienst der nahen Johanniskirche gewaltigen Turbulenzen aussetzte. Am Ende von 90 turbulenten Minuten hatte der HSV 5:3 gewonnen – und eine lieb gewonnene Tradition verloren. Am Rundenende belegt der ETV den 8. Rang und Ertel hatte in 28 Ligaeinsätzen zwei Tore erzielt. In seiner zweiten Saison mit Eimsbüttel steigt Ertel mit Trainer Heinz Werner ab. Er erzielte in 28 Ligaeinsätzen fünf Tore und spielte als letzter Eimsbütteler am 13. Juni in einer internationalen Auswahlbegegnung. Reinhold Ertel trägt die Farben Norddeutschlands, das in Groningen 2:4 gegen die besten Fußballer Nordhollands verliert. Mannschaftskollegen waren unter anderem Werner Lang, Horst Dehn, Erich Haase und Dragomir Ilic. Sein ehemaliger ETV-Mitspieler Paul Ahrens äußert sich in einem Interview zu Ertel mit folgender Aussage: „Reinhold Ertel war außerhalb des Platzes ein absoluter Pfundskerl, aber in den 90 Minuten manchmal ein echtes Ekel. Wenn er mit deiner Leistung unzufrieden war, hat er dich gerne mal angeraunt: Willstu'n Stuhl, dann kannstu auch sitzen" Aber was für ein Fußballer: Der konnte alles, links und rechts und Kopfball und ein Körper wie Adonis.“
Nach dem Abstieg vom ETV zog es den „Wandervogel“ nach Süddeutschland in die Oberliga Süd. Zur Saison 1956/57 unterschrieb Ertel einen Vertrag bei Viktoria Aschaffenburg. Unter Trainer Hans Tauchert brachte er es aber lediglich an der Seite von Torhüter Otmar Groh, Heinz Budion und Rudolf Hoffmann auf 12 Einsätze (1 Tor). Aschaffenburg belegte den 8. Rang und Ertel kehrte zur Saison 1957/58 wieder in die Oberliga Nord zurück, er wurde Spieler bei Phönix Lübeck. Mit den Blau-Weiß-Roten vom Sportplatz an der Travemünder Allee erreichte Ertel zweimal mit dem 14. Rang in den Jahren 1958 und 1959 den Klassenerhalt. Im ersten Jahr bestritt er unter Trainer Erwin Reinhardt 28 Ligaspiele, in denen er sechs Tore erzielte. Er war, wie fast immer in seiner Karriere, abwechselnd in der Abwehr wie auch im Angriff im Einsatz. In seinem zweiten Phönixjahr erlebte er die Arbeit des Trainers Otto Westphal und war in 29 Ligaspielen aktiv gewesen und hatte wiederum sechs Tore erzielt. Im dritten Jahr, 1959/60, konnten die Adlerträger als 15. den Klassenerhalt nicht realisieren und stiegen in das Amateurlager ab. Ertel hatte an der Seite von Eitel Galle und Otto Hartz nochmals 20 Spiele in der Oberliga Nord absolviert und vier Tore erzielt.
Im Sommer 1960 endete die 1947 begonnene Spielerlaufbahn in der Oberliga des 35-jährigen Ertel nach insgesamt 258 Ligaeinsätzen mit 46 Toren.

### Trainer
Seine Trainerkarriere startete er 1964 bei Phönix und stieg 1967 mit den Adlerträgern in die zweitklassige Fußball-Regionalliga Nord auf. Zwei Runden erreichte er mit Spielern wie Torhüter Jürgen Stars, Siegfried Beyer, Wolfgang Bordel und Peter Nogly den ausgezeichneten 6. Rang, ehe er zum Jahresende 1969 entlassen wurde. Nach einem kurzen Aufenthalt bei Concordia Hamburg hatte Ertel die Trainingsleitung bei Barmbek-Uhlenhorst von 1972 bis 1975 inne; die letzten zwei Jahre in der alten, zweitklassigen Regionalliga Nord und im Debütjahr in der 2. Fußball-Bundesliga 1974/75. Im zweiten Jahr der 2. Bundesliga, 1975/76, war er Trainer vom VfL Osnabrück und hatte den Lizenzinhaber Edu Sausmikat als Assistent an seiner Seite. Durch seine fehlende Trainerlizenz für den Profibereich, mussten der Verein und Ertel die Zusammenarbeit nach einer Runde beenden. Von Juli 1976 bis Ende Juni 1979 betreute er den VfB Lübeck als Trainer. Der für seinen rauen, aber herzlichen Ton bekannte Fußballexperte heuerte später beim Verbandsligisten 1. FC Phönix Lübeck an, verstarb aber bereits im Januar 1981 an den Folgen eines Herzinfarkts.

## Weblink
- Spieler A–Z (Spundflasche), aufgesucht am 17. März 2020

| Personendaten    | Personendaten                        |
| ---------------- | ------------------------------------ |
| NAME             | Ertel, Reinhold                      |
| KURZBESCHREIBUNG | deutscher Fußballspieler und Trainer |
| GEBURTSDATUM     | 2. Dezember 1924                     |
| GEBURTSORT       | Kiel                                 |
| STERBEDATUM      | 8. Januar 1981                       |